# معركة غندر
معركة غندر (بالإنجليزية: Battle of Gondar، وبالإيطالية: Battaglia di Gondar) هي الوقفة الأخيرة للقوات الإيطالية في شرق إفريقيا الإيطالي أثناء الحرب العالمية الثانية، بعد سقوط معاقل الإيطاليين في كل من جيما (مايو 1941) وأمبا ألاغي (في يوليو 1941) عقب هزيمة الإيطاليين في معركة كرن في أبريل 1941.
وقعت المعركة في نوفمبر 1941 أثناء حملة شرق إفريقيا.، وكان قائد الحامية الإيطالية ـ المكونة من 40 ألف جندي ـ هو الجنرال غوليلمو ناسي